# Ben Coakwell
Benjamin Coakwell, noto Ben (Regina, 25 giugno 1987) è un bobbista canadese.

## Biografia

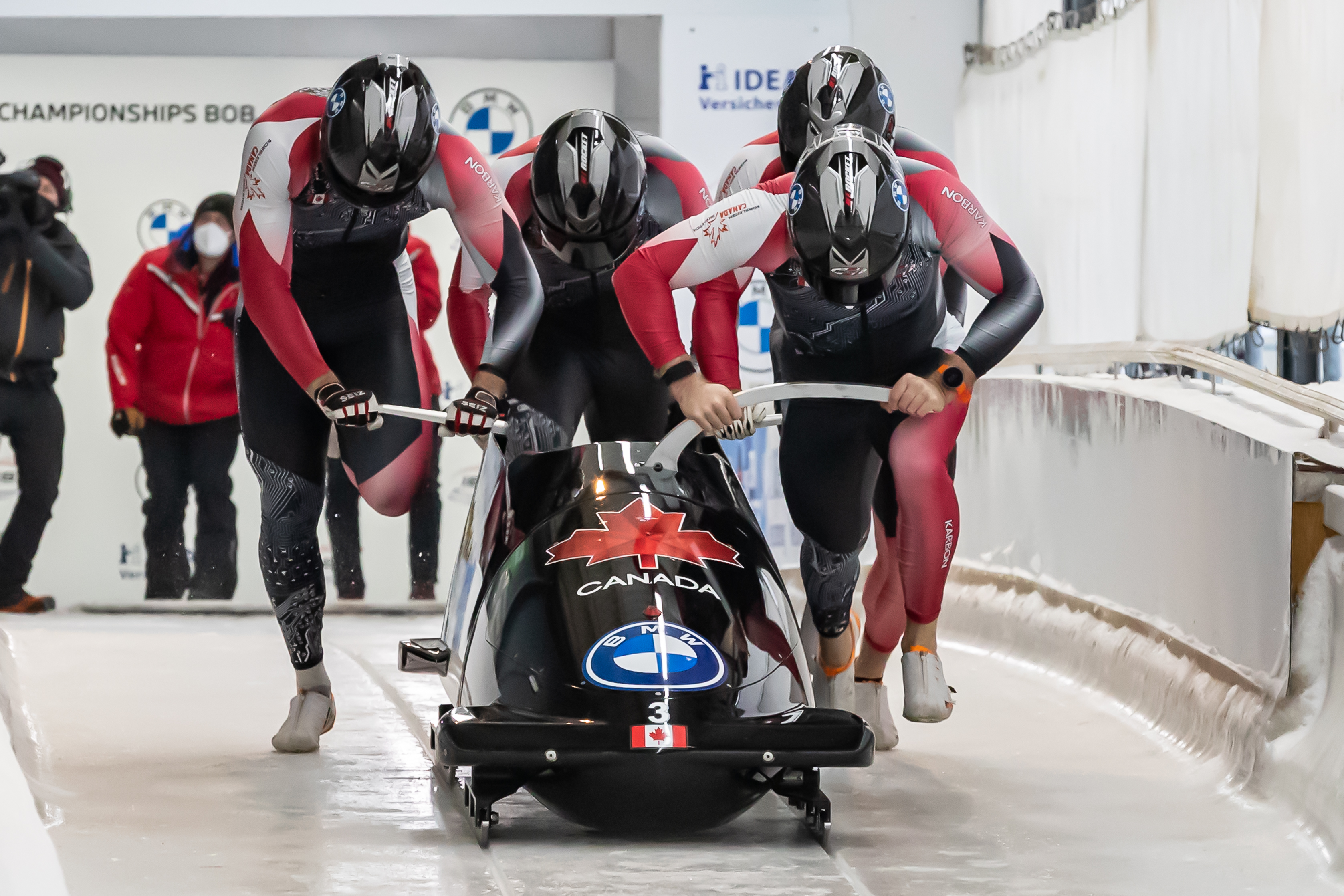
Coakwell (al centro, dietro) in gara nel bob a quattro ai campionati mondiali di Altenberg 2021

Ha praticato in gioventù l'hockey su ghiaccio e il lacrosse e successivamente il football canadese a livello di college presso l'University of Saskatchewan, facendo parte della polisportiva locale dei Saskatchewan Huskies, per la quale gareggiò sia nella squadra di football che nell'atletica leggera, dedicandosi alle discipline veloci.
Compete nel bob dal 2012 come frenatore per la squadra nazionale canadese, esordendo in Coppa del Mondo all'avvio della stagione 2012/13, il 9 novembre 2012 a Lake Placid, dove si piazzò tredicesimo nel bob a due; conquistò il suo primo podio il 24 novembre seguente a Whistler, concludendo al terzo posto la gara di bob a quattro con Christopher Spring alla guida, e la sua prima vittoria il 16 febbraio 2019 a Lake Placid, imponendosi nel bob a quattro con Justin Kripps, Ryan Sommer e Cameron Stones.
Ha partecipato a due edizioni dei Giochi olimpici invernali: a Soči 2014 si classificò al ventottesimo posto nel bob a quattro con Kripps a condurre la slitta, mentre a Pyeongchang 2018 fu dodicesimo sempre nella gara a quattro, stavolta con Nick Poloniato alla guida dell'equipaggio.
Ha inoltre preso parte a sei edizioni dei campionati mondiali, conquistando in totale una medaglia di bronzo. Nel dettaglio i suoi risultati nelle prove iridate sono stati, nel bob a due: trentesimo a Whistler 2019; nel bob a quattro: tredicesimo a Winterberg 2015, sedicesimo  a Innsbruck 2016, medaglia di bronzo a Whistler 2019 con Justin Kripps, Ryan Sommer e Cameron Stones, non partito nella terza manche ad Altenberg 2020 e quinto ad Altenberg 2021; nella gara a squadre: quinto a Innsbruck 2016 e nono a Schönau am Königssee 2017.

## Palmarès

### Mondiali
- 1 medaglia:
  - 1 bronzo (bob a quattro a Whistler 2019).

### Coppa del Mondo
- 16 podi (2 nel bob a due, 14 nel bob a quattro):
  - 4 vittorie (tutte nel bob a quattro);
  - 3 secondi posti (tutti nel bob a quattro);
  - 9 terzi posti (2 nel bob a due, 8 nel bob a quattro).

#### Coppa del Mondo - vittorie
| Data             | Luogo        | Paese       | Disciplina                                                         |
| ---------------- | ------------ | ----------- | ------------------------------------------------------------------ |
| 16 febbraio 2019 | Lake Placid  | Stati Uniti | a quattro con Justin Kripps (pilota), Ryan Sommer e Cameron Stones |
| 14 dicembre 2019 | Lake Placid  | Stati Uniti | a quattro con Justin Kripps (pilota), Ryan Sommer e Cameron Stones |
| 15 dicembre 2019 | Lake Placid  | Stati Uniti | a quattro con Justin Kripps (pilota), Ryan Sommer e Cameron Stones |
| 2 febbraio 2020  | Sankt Moritz | Svizzera    | a quattro con Justin Kripps (pilota), Ryan Sommer e Cameron Stones |

### Circuiti minori

#### Coppa Europa
- 4 podi (1 nel bob a due, 3 nel bob a quattro):
  - 3 vittorie (1 nel bob a due, 2 nel bob a quattro);
  - 1 secondo posto (nel bob a quattro).

#### Coppa Nordamericana
- 9 podi (2 nel bob a due, 7 nel bob a quattro):
  - 8 vittorie (1 nel bob a due, 7 nel bob a quattro);
  - 1 secondo posto (nel bob a due).